# 化石の森国立公園

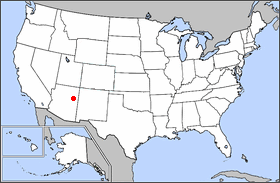
化石の森国立公園の位置

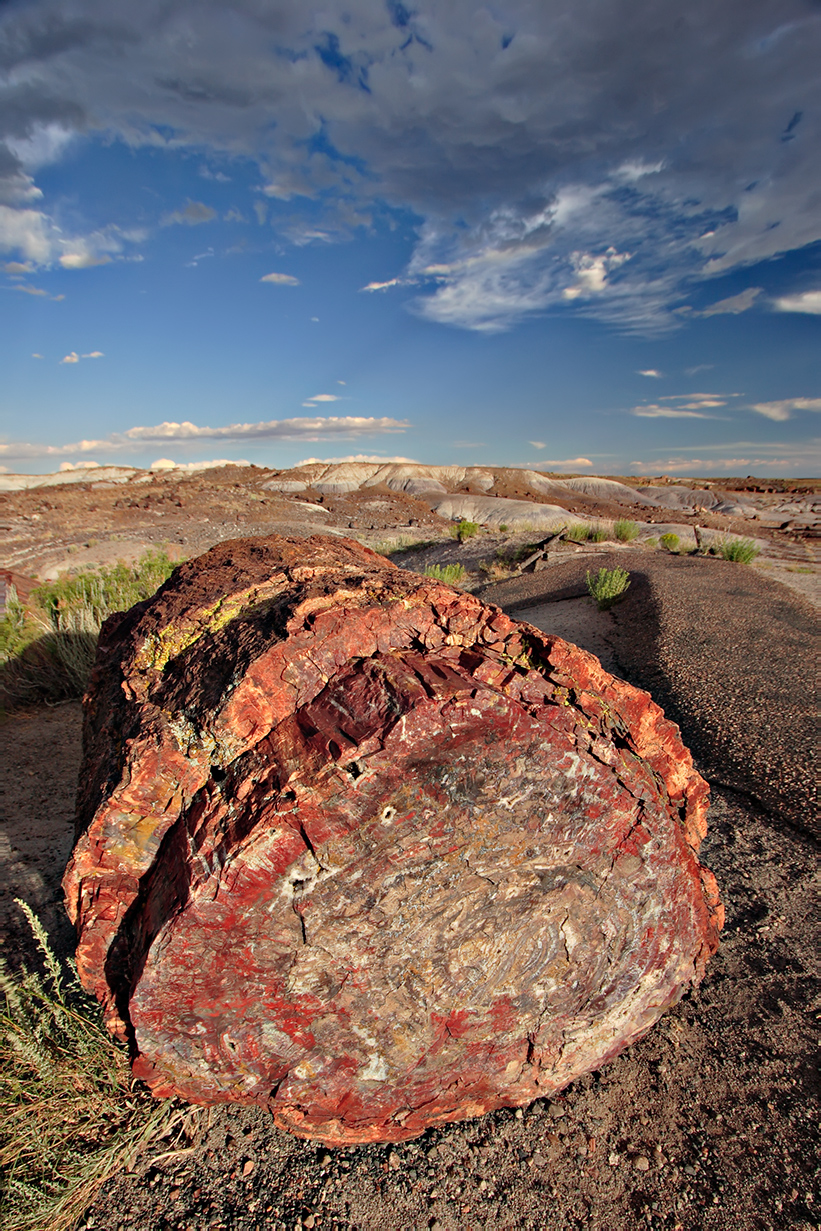
化石の森国立公園内の珪化木

化石の森国立公園（かせきのもりこくりつこうえん、Petrified Forest National Park）は、ホルブルックとナバホの間の州間高速道路40号線沿いにあるアリゾナ州北東部の国立公園である。世界最大で最も色彩豊かな珪化木―そのほとんどはアラウカリオキシロン・アリゾニカム (Araucarioxylon arizonicum) 種であるが―の集積の1つが目玉となっている。
公園は南北通路によって結ばれた2つの大きな地区から構成されている。北地区はペインテッド砂漠 (Painted Desert) として知られる三畳紀前期のチンル層 (Chinle Formation) の色々な色が付いた悪地の一部に広がっている。南地区は珪化木のいくつかの集積だけでなく色彩豊かな地形がある。南地区ではいくつかのインディアンの岩面彫刻の場所も見つかっている。公園の南端の近くに、珪化木で立てられたインディアンの建物で1930年代に再建されたアゲート・ハウス (Agate House) がある。
毎年、約600,000人がこの公園を訪れる（2006年は、581,681人であった）。

## 公園としての地位

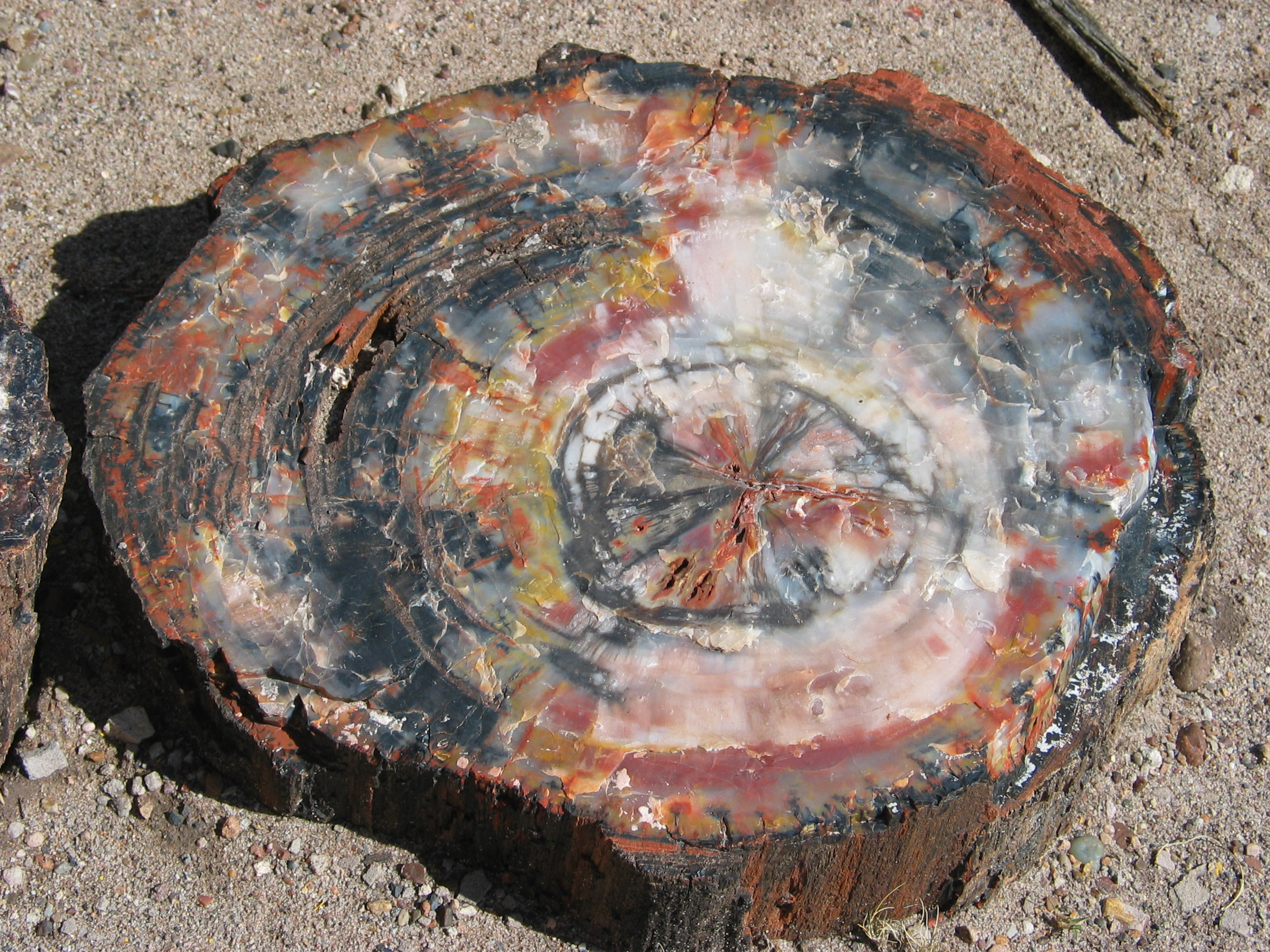
化石の森国立公園の珪化木

化石の森地域は、1906年12月8日に国定公園に指定された。その後、ペインテッド砂漠が公園に編入され、1962年12月9日に、国定公園全体が国立公園に変更された。公園の面積は、885 km² / 341.5 sq mi （218,533 エーカー）である。公園内の整った歩道は最長でもわずか3.2 km（2マイル）しかなく、その他のものは1.6 km（1マイル）かそれ以下である。ハイキングの機会は限られており、未開地でのキャンプとハイキングには許可が必要である。しかし、道路が公園のほとんどの部分に伸びている。

## 公園の目玉

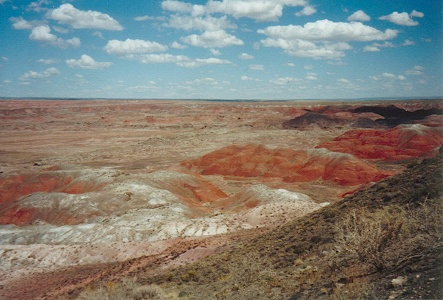
ペインテッド砂漠

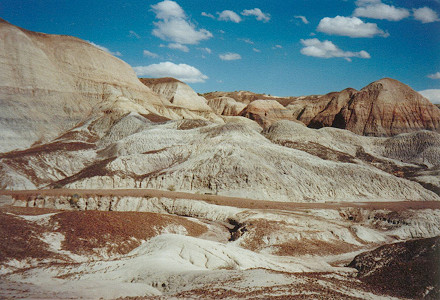
ブルー・メサ

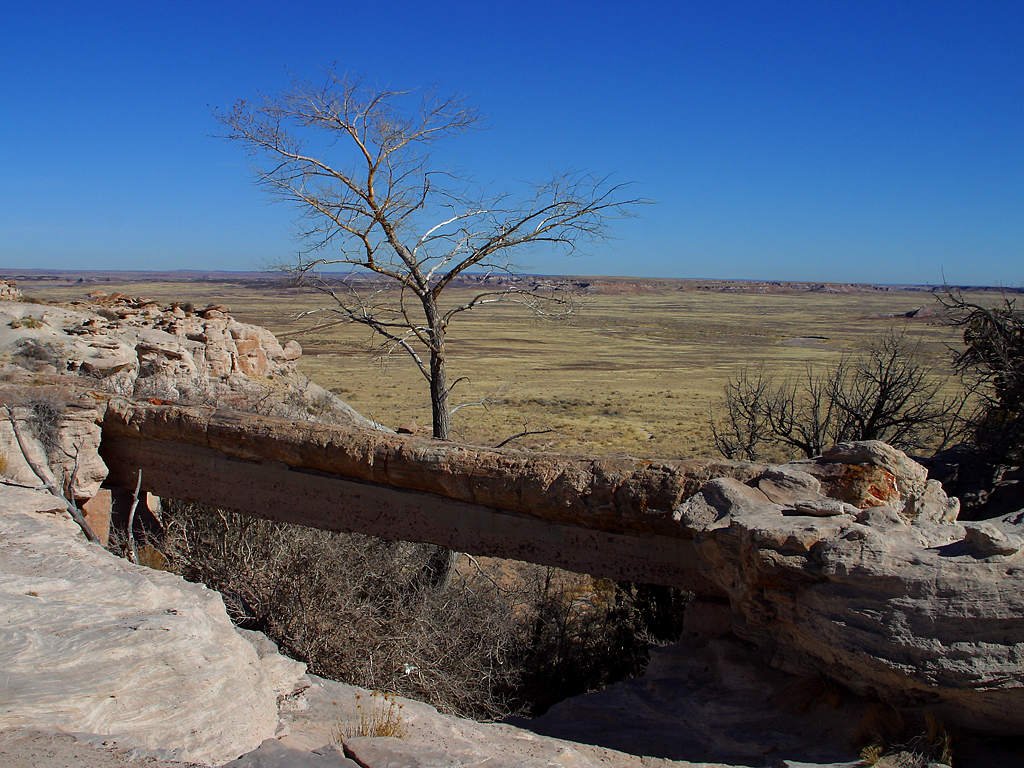
アゲート・ブリッジ Photo courtesy PDPhoto.org

- ペインテッド砂漠館 (Painted Desert Inn)：公園の北側の入口近くにある。元々は、ハーバート・デイヴィッド・ロア (Herbert David Lore) が経営していた旅館。珪化木をふんだんに用いており、石の木の家 (Stone Tree House) と呼ばれていた。その後、公園側がこれを買い取り、再築、改修を重ね、現在は美術館兼書店となっている[3]。
- ブルー・メサ (Blue Mesa) ：ブルー・メサ部層の青、紫、灰の縞模様が観察できる丘。この部層は、およそ2億2千万年から2億2500万年前のものである[4]。
- アゲート・ブリッジ：枯れ川の河床にかかる珪化木の橋。橋は下部がコンクリートで補強されている。アゲートは、瑪瑙（メノウ）の意味。
- アゲート・ハウス：珪化木を用いて作られたレインボー・フォレストにある古代プエブロ族の家[5]。

## 石化
化石化した木は、ナンヨウスギ科で、北半球では絶滅したが南半球の隔絶した場所で生き残っている木の仲間である。三畳紀後期において、この砂漠地帯は熱帯に位置し、乾季と雨季があった。洪水の季節には、木々が育ったところから押し流され、砂の多い河道に溜まった。そして、はるかに西にある火山の火山灰を豊富に含む砂利混じりの砂の層に周期的に埋められた。火山灰は、埋められた木を化石化し、木を二酸化珪素に置き代え、鉄とマンガンの酸化物で着色する二酸化珪素の源である。いくつかの大きな、そして多くのより小さな珪化木の集積が公園内で、チンル層のソンセラ部層 (Sonsela Member) 及び適切な名を持つ化石の森部層 (Petrified Forest Member) のいくつかの地層間隔に相当するところで起きた。化石となった木の幹の大半は倒れた状態で保存されており、元々生育していた場所から少なくともある程度の距離を運ばれてきたにもかかわらず、大きな集積は、「森」 ("forests") （例えば、虹の森 (Rainbow Forest) 、水晶の森 (Crystal Forest) 、黒森 (Black Forest) など）と名付けられた。しかし、（一般の観光客には簡単に行けない）いくつかの場所では、木の切り株のまま化石となったものもあり、おそらくその多くは埋められる前に大きく移動したわけではないであろう。
保護や、私有地から合法的に収集された木が近くで売られているという事実にもかかわらず、木の化石の盗難は、問題となり続けている。7人の国立公園局の保護官の監視、柵、警告の標識、275ドルの罰金という脅しにもかかわらず、毎年約12〜14トンの木の化石が化石の森から姿を消す。
化石の森国立公園のチンル層は、また葉、脊椎動物（植竜類と呼ばれる巨大なワニのような爬虫類、メトポサウルス (metoposaurs) と呼ばれる大きなサンショウウオのような両生類、北米最古の恐竜の化石）、無脊椎動物（真水にすむ巻貝や二枚貝など）の豊富な化石を産出する。
ペインテッド砂漠地域を作り出しているチンル層の悪地の人目を引く縞模様の色彩のほとんどは、三畳紀後期における土壌の生成によるものである。
これらの古土壌 （古代の土壌）は、三畳紀における地形や古代の気候などの様相の証拠を保存している。チンル古土壌は、気候が季節によって大きく変化し、雨季と乾季がはっきりしていたことを示唆している。この気候はおそらく現代のインド洋地域のモンスーン気候に似ており、すべての大陸が集まって超大陸パンゲア大陸を形成していた時代、すなわち古生代後期と中生代前期の地球の熱帯地方の特徴であった。

## ギャラリー

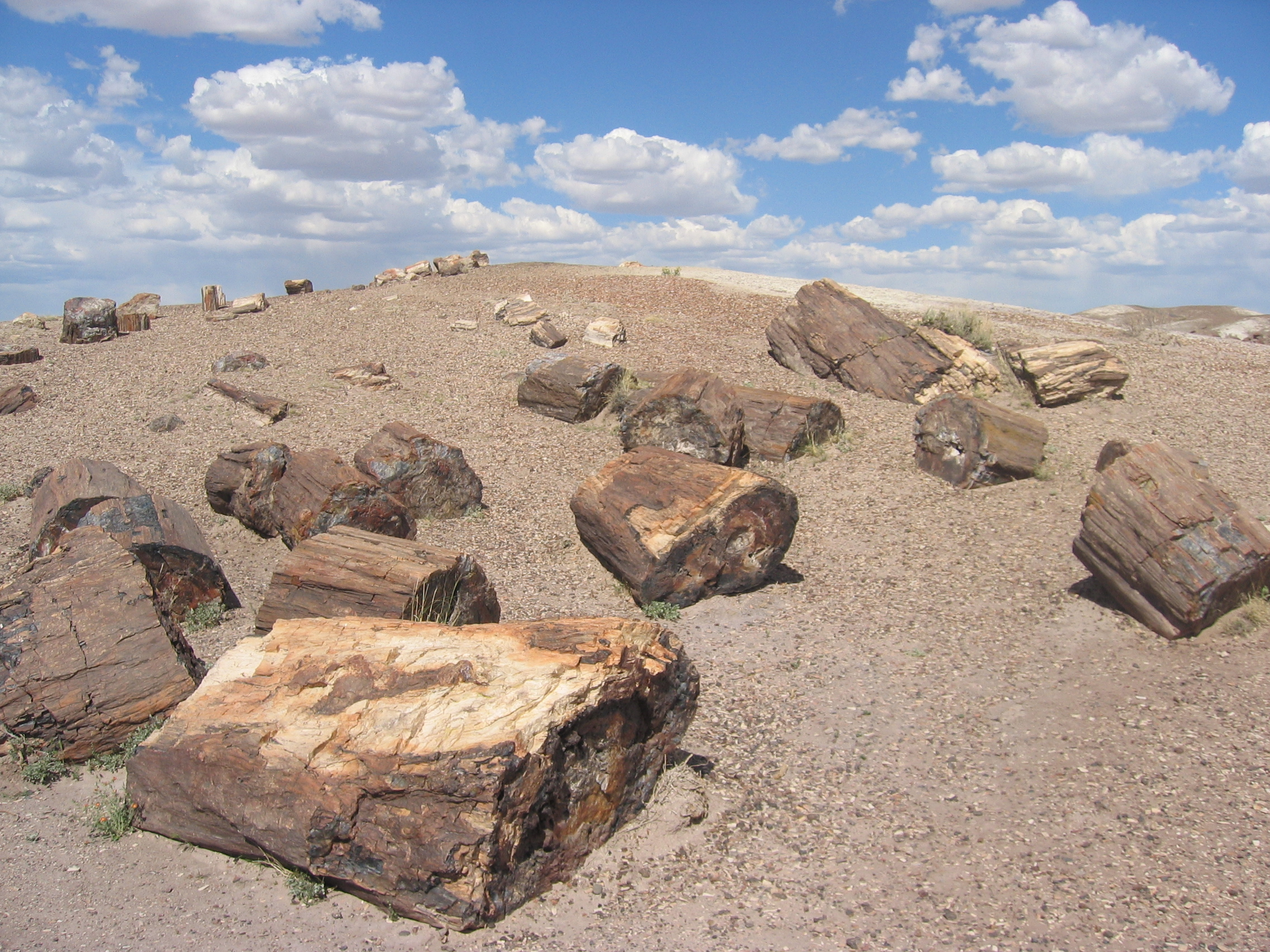
珪化木
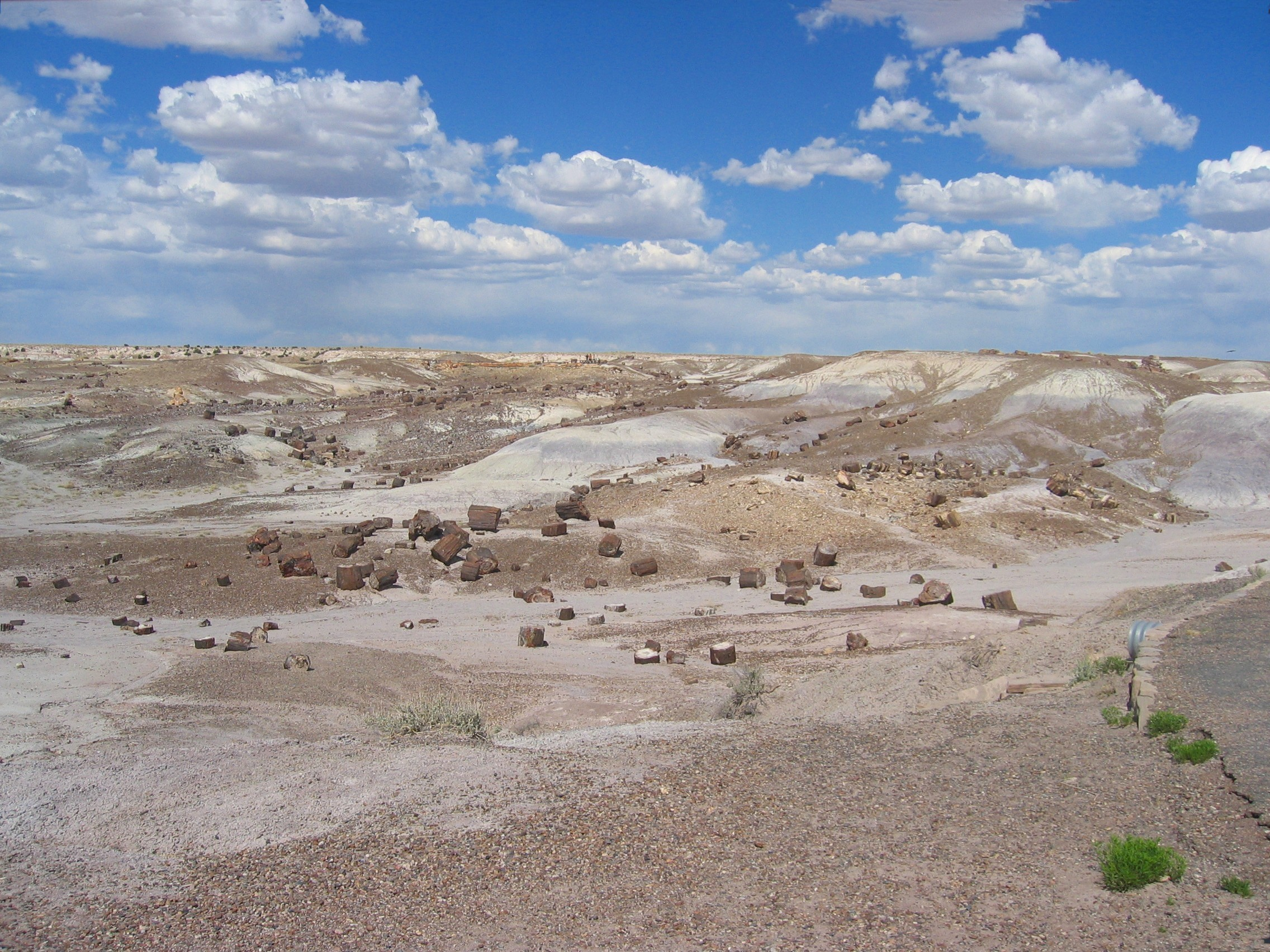
化石の森国立公園の木の風景
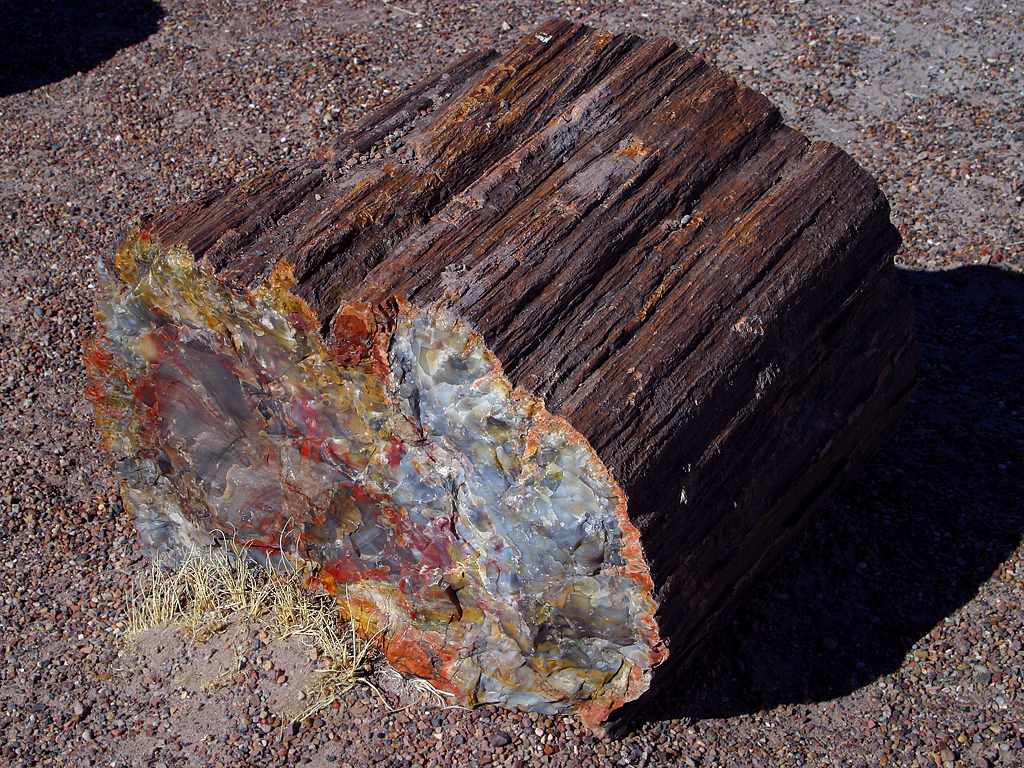
珪化木
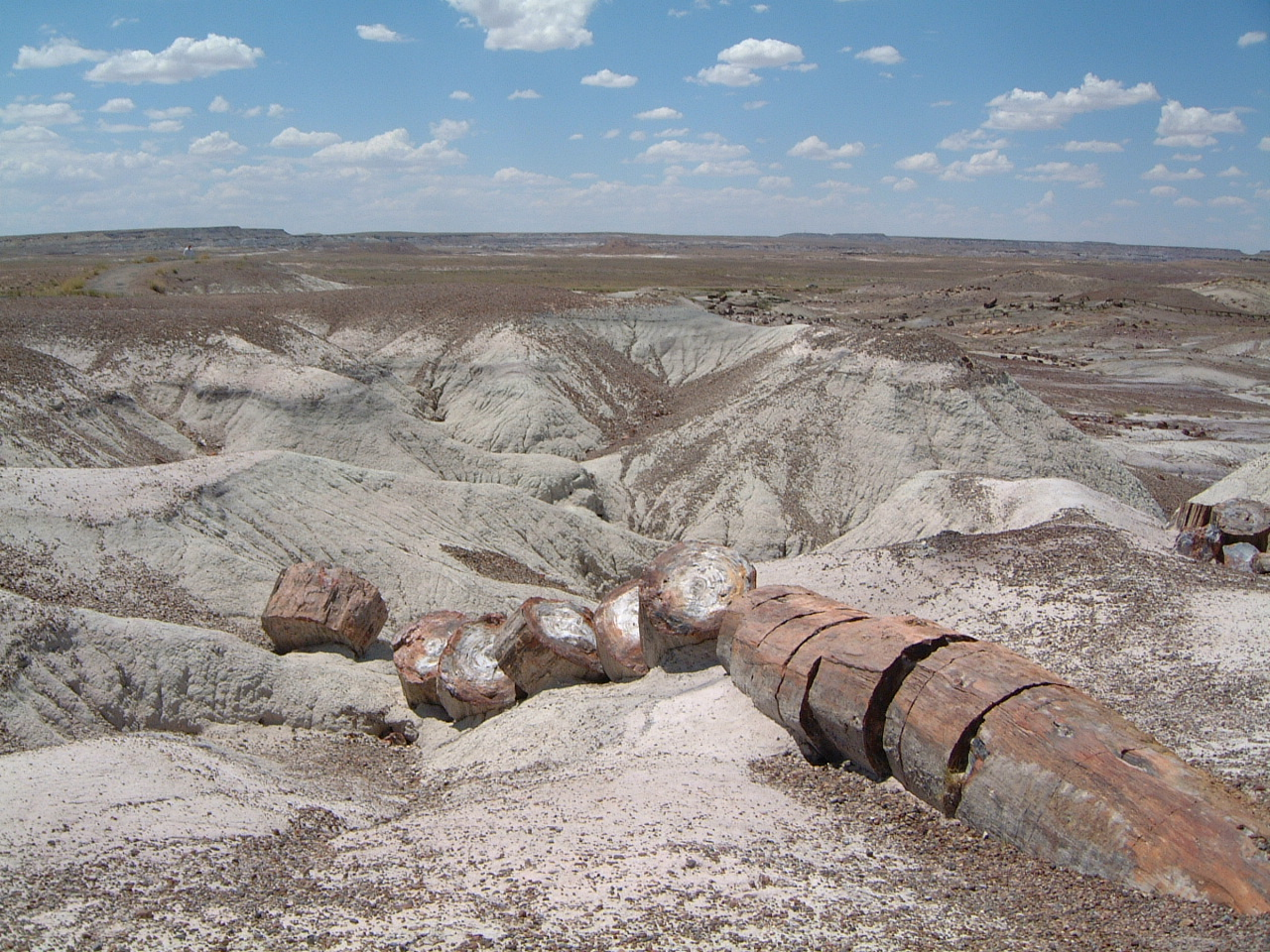
珪化木